# Avenir Sportif de La Marsa
O Avenir Sportif de La Marsa é um clube de futebol tunisiano com sede em La Marsa. A equipe compete no Campeonato Tunisiano de Futebol.

## História
O clube foi fundado em 1939.